# Brève histoire d'amour
Pour plus de détails, voir Fiche technique et Distribution.
Brève histoire d'amour (Krótki film o miłości) est un film polonais réalisé par Krzysztof Kieslowski, sorti en 1988.

## Synopsis
Un jeune agent de la poste (Tomek), timide et réservé, épie, durant des mois, sa voisine de l’immeuble d’à-côté, Magda, une jeune femme trentenaire aux mœurs plutôt libertines. Il en est, au fil des mois tombé amoureux. Il imagine des stratagèmes pour  l’approcher, et lui déclare sa flamme.
Magda l’éconduit, puis finalement attendrie, elle l’invite chez elle.

## Fiche technique
- Titre : Brève histoire d'amour
- Titre original : Krótki film o miłości
- Réalisation : Krzysztof Kieslowski
- Scénario : Krzysztof Kieslowski et Krzysztof Piesiewicz
- Musique : Zbigniew Preisner
- Photographie : Witold Adamek
- Montage : Ewa Smal
- Production : Ryszard Chutkowski
- Pays de production :  Pologne
- Format : Couleurs - 1,66:1 - Mono
- Genre : Drame, romance
- Durée : 86 minutes
- Date de sortie : 1988

## Distribution
- Grażyna Szapołowska : Magda
- Olaf Lubaszenko : Tomek
- Piotr Machalica : Roman
- Stefania Iwinska : la marraine
- Hanna Chojnacka : Miroslawa
- Artur Barcis : le jeune homme
- Stanislaw Gawlik : le facteur

## Distinctions
- Grand Prix de l’Union de la critique de cinéma (UCC)